# Khaganato uiguro

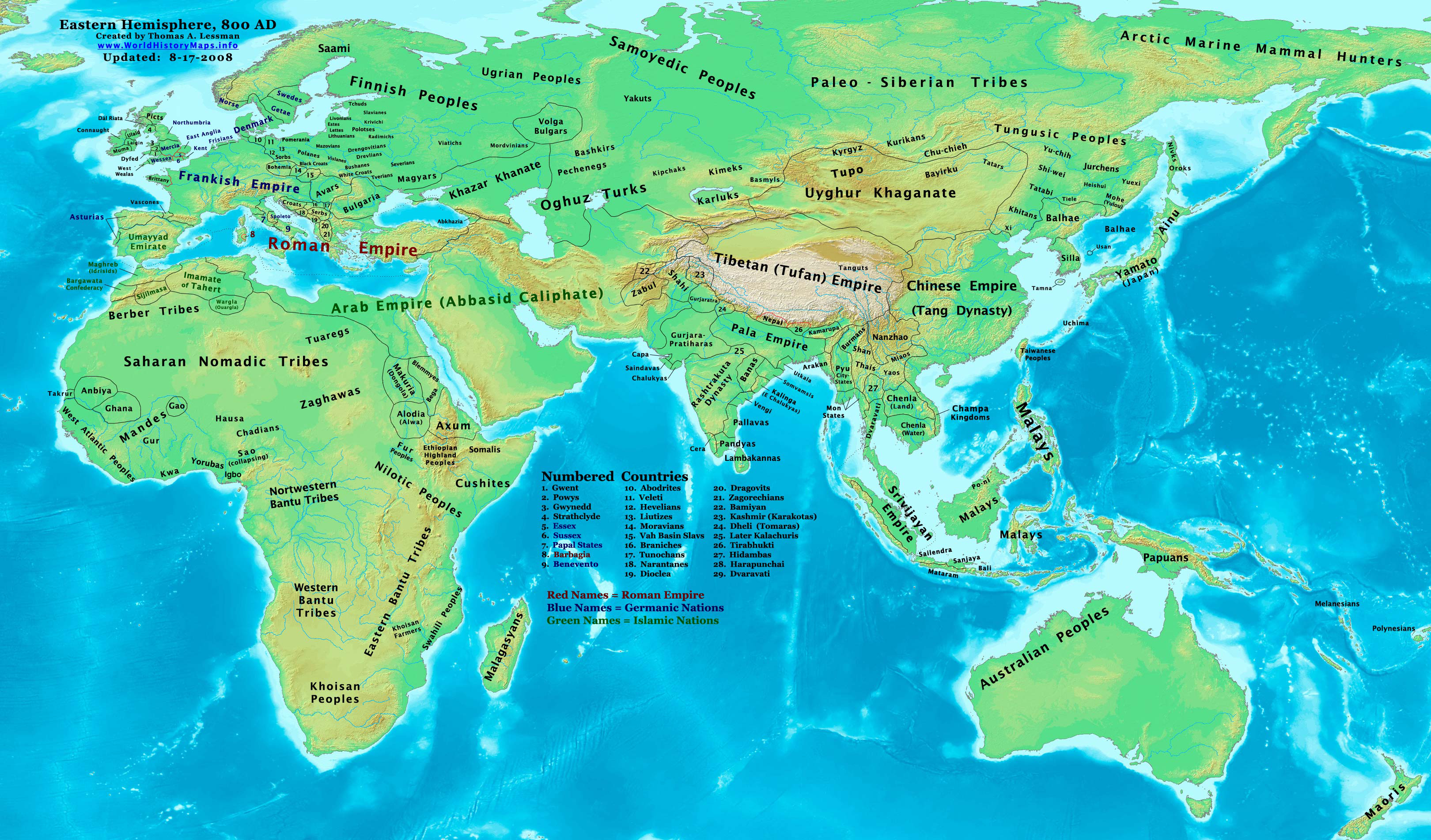
Estensione del Kaghanato uiguro

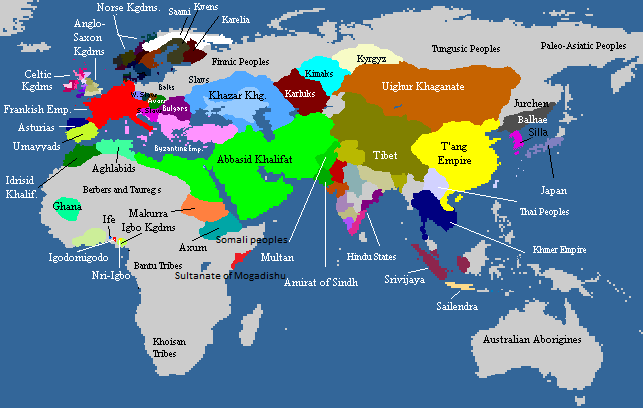
Impero uiguro nell'820 d.C. in relazione agli altri imperi

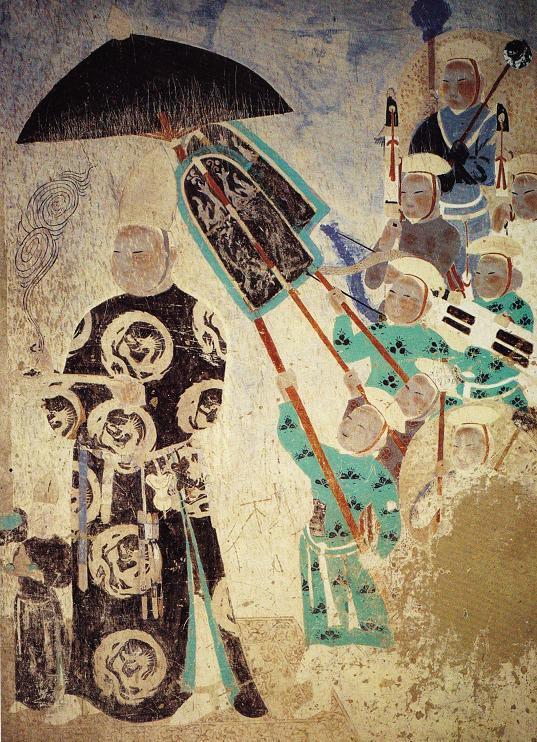
Re uiguro della regione di Turfan con i servi. Caverna di Mogao 409, XI-XIII secolo

Il Khaganato uiguro o Impero uiguro (in mongolo: Уйгурын хаант улс, nome dell'epoca della dinastia Tang, in cinese tradizionale: 回紇; in cinese semplificato: 回纥; in pinyin: Huíhé) fu un impero turco che esistette tra VIII e IX secolo d.C. in Asia. L'impero era organizzato come confederazione tribale sotto la nobiltà degli Uiguri, a cui i cinesi si riferiscono come Jiu Xing (Nove clan), un calco del nome Toquz Oghuz. Con una superficie di 7 milioni di kmq nell'VIII secolo, fu il più vasto impero del suo tempo.

## Storia
La confederazione tribale turcica degli uiguri nacque nel 744 d.C. Gli uiguri erano inizialmente erano degli ausiliari dei Tang, i quali diventarono sempre più dipendenti da essi per l'assistenza militare, in particolare durante la dirompente ribellione di An Lushan nel 755. In cambio ottennero un prezzo molto vantaggioso nello scambio di cavalli contro seta; inoltre, si diedero frequentemente al saccheggio delle città e province cinesi durante la repressione della rivolta. Stretti alleati della comunità mercantile sogdiana, il loro sovrano adottò perfino il manicheismo come religione di Stato sotto la sua influenza. Fu inoltre introdotta una scrittura sogdiana, successivamente adottata dai mongoli, e l'alfabetizzazione era a quanto pare piuttosto alta. La loro capitale a Ordu-Baliq, in Mongolia, era un fiorente centro commerciale per una gamma molto ampia di merci, comprese le pellicce e altri prodotti delle foreste provenienti dal nord, ed era circondata da un considerevole territorio agricolo che serviva a nutrire una popolazione di grandi dimensioni. Forse rammolliti dal successo commerciale e dalla religione pacifica, gli uiguri caddero infine vittima di un'invasione dei loro ex vassalli, i kirghisi, che posero fine al khaganato nell'840.

## Elenco di Khan uiguri
L'elenco seguente è basato su L'impero uiguro della Mongolia di Denis Sinor (1997):
1. 744–747 Qutlugh bilge köl (K'u-li p'ei-lo)
2. 747–759 El-etmish bilge (Bayan Chur, Mo yen ch'o), figlio del 1°
3. 759–779 Qutlugh tarqan sengün (Tengri Bögü, Teng-li Mou-yü), figlio del 2°
4. 779–789 Alp qutlugh bilge (Tun bagha tarkhan), figlio del 1°
5. 789–790 Ai tengride bulmïsh külüg bilge (To-lo-ssu), figlio del 4°
6. 790–795 Qutlugh bilge (A-ch'o), figlio del 5°
7. 795–808 Ai tengride ülüg bulmïsh alp qutlugh ulugh bilge (Qutlugh, Ku-tu-lu)
8. 805–808 Ai tengride qut bulmïsh külüg bilge (regno spurio: la carica appartiene al 7°, il nome al 9°)
9. 808–821 Ai tengride qut bulmïsh külüg bilge (Pao-i), figlio del 7°
10. 821–824 Kün tengride ülüg bulmïsh alp küchlüg bilge (Ch'ung-te), figlio del 9°
11. 824–832 Ai tengride qut bulmïsh alp bilge (Qasar, Ko-sa), figlio del 9°
12. 832–839 Ai tengride qut bulmïsh alp külüg bilge (Hu), figlio del 10°
13. 839–840 Kürebir (Ho-sa), usurpatore
14. 841–847 Öge, figlio del 9°

1. 744–747 Kutlug Bilge Köl Kagan
2. 747–759 Bayan Çor
3. 759–779 Bögü Kagan
4. 779–789 Tun Baga Tarkan
5. 789–790 Ay Tengride Kut Bulmış Külük Bilge Kagan
6. 790–795 Kutluk Bilge Kagan
7. 795–808 Ay Tengride Ülüg Bulmış Alp Ulug Kutlug Bilge Kagan
8. 805–808 Ay Tengride Kut Bulmış Alp Külük Bilge Kagan
9. 808–821 Ay Tengride Kut Bulmış Alp Bilge Kagan
10. 821–824 Kün Tengride Ülüg Bulmış Alp Küçlüg Bilge Kagan
11. 824–832 Alp Bilge Hasar Tigin Tengri Kagan
12. 832–839 Alp Külüg Bilge Kagan
13. 841–847 Üge Kagan